# Bărăști (gmina)
Bărăști – gmina w Rumunii, w okręgu Aluta. Obejmuje miejscowości Bărăștii de Cepturi, Bărăștii de Vede, Boroești, Ciocănești, Lăzărești, Mereni, Moțoești i Popești. W 2011 roku liczyła 1793 mieszkańców.